# Афричка партија за независност Гвинеје и Зеленортских Острва
Афричка партија за независност Гвинеје и Зеленортских Острва (порт. Partido Africano da Independência da Guiné e Cabo Verde, PAIGC) је политичка партија која делује у Гвинеји Бисао. Ова партија је била предводница у борби за независност Гвинеје Бисао од португалске колонијалне власти.

## Историја

### Почетна деловања
Године 1953, након завршеног образовања у Португалији, кући се вратила група младих Гвинејаца, а међу њима Амилкар Кабрал и Г. Лабери, који су у граду Бисао основали тајну организацију Покрет за националну независност Гвинеје, која је окупљала револуционарно оријентисану интелигенцију и градску радничку класу. Дана 19. септембра 1956, Амилкар Кабрал се вратио у Бисао из Анголе и заједно са својим полубратом Луишем Кабралом, Аристидешом Переиром, Фернандом Фортешем, Жулиом Алмеидом и Елизеом Турпином, основао илегалну Афричку партију за независност (порт. Partido African Da Independencia, PAI). Седиште партије налазило се у граду Конакри, главном граду суседне републике Гвинеје, независне од 1958. године.
Године 1960, партија је променила име у Афричка партија за независност Гвинеје и Зеленортских Острва. Главни циљ партије била је борба за независност Португалске Гвинеје (Гвинеја Бисао) и Зеленортских Острва од португалске колонијалне власти, стварање заједничке државе, осигуравање брзог економског и друштвеног развоја, јачање националне независности и демократије, те успостављање социјалистичког друштва без израбљивања.
Године 1961, ПАИГЦ и Фронт за ослобођење и националну независност Гвинеје (порт. Frente de Libertacao E Independencia Nacional da Guine, FLING — основан 1954, лидер Е. Лопеш да Силва) формирали су Јединствени фронт ослобођења, чије је седиште било у Сенегалу.
Јединствени фронт убрзо се распао због свађа између припадника народа Фулбе, Баланте и Папел, који су чинили већину у ПАИГЦ-у, и припадника народа Мандинка, који су били већина у ФЛИНГ-у.

### Партија у борби за независност
Амилкар Кабрал је 1960. године у Тунису основао Афрички револуционарни фронт за националну независност португалских колонија (порт. Frente Revolucionária Africana para a Independência Nacional das colonias portuguesas, FRAIN), чији су чланови били ПАИГЦ и Народни покрет за ослобођење Анголе (МПЛА). Дана 18. априла 1961, у мароканском граду Казабланка, ПАИГЦ, Национални покрет за ослобођење Анголе (МПЛА), Револуционарни фронт за ослобођење Мозамбика (ФРЕЛИМО) и Покрет за ослобођење Сао Томе и Принципеа (МЛСТП) основали су Конференцију националистичких организација португалских колонија (порт. Conferência das Organizações Nacionalistas das Colónias Portuguesas, CONCP).
Дејствујући у илегали, ПАИГЦ је основао широку мрежу организација у португалској Гвинеји и на Зеленортским острвима. Јануара 1963, ПАИГЦ је у Гвинеји покренула оружану борбу за независност. Партијска бвојна организација, Револуционарне оружане народне снаге (порт. Forças Armadas Revolucionarias do Povo, FARP), формиране су по узору на војно крило МПЛА, Народноослободилачке оружане снаге Анголе (ФАПЛА). ПАИГЦ је током ослободилачког рата одржавао блиске везе са МПЛА.
На Зеленортским острвима се међу становништвом није проширила оружана борба против португалске власти (преко 60% становништва били су мулати), тако да на острвима ФАРП није дејствовао.
На Првом конгресу ПАИГЦ у фебруару 1964, био је усвојен су партијски програм и устав, формирани су органи власти и донесене одлуке о формирању редовне војске и народне милиције.
У новембру 1972, Савет безбедности Уједињених нација признао је ПАИГЦ за јединог и легитимног представника народа португалске Гвинеје и Зеленортских Острва.
Након проглашења независности Гвинеје Бисао, 24. септембра 1973, ПАИГЦ је постала владајућа партија у земљи. Од 24. јуна 1974, све друге политичке партије и покрети, укључујући и Фронт за потпуну националну независност Гвинеје, били су забрањени.
У априлу 1974 , након пада конзервативног режима у Португалији, нова португалска влада признала је ПАИГЦ као легитимног представника народа Зеленортских острва и ступила у преговоре са гвинејском владом. ПАИГЦ је током преговора од Португалије захтевао тренутно признавање независности Републике Гвинеје Бисао и Зеленортских острва. Португалска влада није прихватила захтеве ПАИГЦ о независности Зеленортских острва на темељу тога да ПАИГЦ није представљао интересе већине становништва Зеленортских острва, да на острвима није било ослободилачког рата и да су већина становништва острва су португалски грађани, који желе да да остану у саставу Португалије као аутономна покрајина.
Новембра 1974, у Лисабону је био потписан споразум о независности земље и формирана прелазна влада. Дана 5. јула 1975, проглашена је независност Републике Зеленортска Острва.

### ПАИГЦ на власти
Од 1975 до 1980. године, ПАИГЦ је настојала да од Гвинеје Бисао и Зеленортских Острва створи јединствену социјалистичку државу.
ПАИГЦ је предала земљу у власништво оних који ју обрађују, покренула реорганизацију пољопривреде, национализовала банке, увела строгу контролу над спољном трговином, спроводила политику ограничавања активности страних предузећа и увела бројне погодности у здравству и образовању.
У новембру 1977, на Трећем конгресу ПАИГЦ је за свој циљ прогласила стварање „државе националне револуционарне демократије, ослобођене од израбљивања."
Дана 14. новембра 1980, председник Савета народних комесара Републике Гвинеје Бисао, Жоао Бернардо Вијеира, срушио је с власти у бескрвном државном удару председника Државног савета Републике Гвинеје Бисао, Луиша Кабрала и остале водеће људе који су били пореклом са Зеленортских Острва. Свргнути су били присиљени да напусте Гвинеју Бисао. Овај државни удар означио је крај државне заједнице Зеленортских Острва са Гвинејом Бисао.

## Деловање партије у вишестраначју
У јануару 1991. године, на Другом ванредном конгресу ПАИГЦ укинут је 5. чланак Устава Републике Гвинеје Бисао, према којем је ПАИГЦ имала водећу улогу у држави и друштву. У децембру 1991, на свом Петом конгресу ПАИГЦ је дозволио легално деловање осталих политичких странака у Гвинеји Бисао.
Први вишестраначки председнички и парламентарни избори одржани су 1994. године. Виеира је победио на председничким изборима, а ПАИГЦ је на парламентарним изборима освојио 46% гласова, односно 62 од 100 посланичких места.
У Гвинеји Бисао је од јуна 1998. до маја 1999. трајао грађански рат, који је довео до свргавања председника Вијеире.
На председничким изборима у јануару 2000, за председника Гвинеје Бисао изабран је лидер Партије социјалне обнове, Кумба Јала.
У септембру 2003. извршен је војни удар, након чега је на власт дошао Војни комитет за обнову уставног и демократског поретка. На челу комитета био је начелник Генералштаба Оружаних снага Републике Гвинеје Бисао, генерал Веришимо Цореја Сеабра. За председника државе био је постављен Енрике Переира Роса.
Дана 28. марта 2004, одржани су избори за Народну скупштину на којима је ПАИГЦ победио освојивши 31,45% гласова и 45 од 100 посланичких места. Председник партије, Карлуш Гомес Жуниор, у мају 2004. постао је премијер Гвинеје Бисао.
На изборима за Народну скупштину одржанима 16. новембра 2008, ПАИГЦ је освојио 67 од 100 мандата.
Према резултатима председничких избора 2009, за председника Гвинеје Бисао изабран је кандидат ПАИГЦ, Малам Бакаи Сања.

## Конгреси и структура партије
Највиши орган парије је Конгрес. Од 1964. године до данас, одржано је укупно седам редовних и четири ванредна конгреса ПАИГЦ-а:
- Први конгрес ПАИГЦ (13. — 17. фебруар 1964, Касака)
- Други конгрес ПАИГЦ (18. — 22. јул 1973, Фуламоре) — први конгрес одржан после смрти Кабрала
- Трећи конгрес ПАИГЦ (15. — 20. септембар 1977, Бисао) — први конгрес одржан након признања независности
  - Први ванредни конгрес ПАИГЦ (8. — 12. новембар 1981, Бисао) — ПАИГЦ проглашена националном партијом РепубликеГвинејеБисао
- Четврти конгрес ПАИГЦ (9. — 14. октобар 1986, Бисао) — ПАИГЦ се прогласила једином странком, те руководећом и организационом снагом у Гвинеји Бисао
  - Други ванредни конгрес ПАИГЦ (20. — 25. јануар 1991, Бисао) — укинут чланак 5. Устава Републике Гвинеје Бисао, према којему је ПАИГЦ имала водећу улогу у у држави и друштву
- Пети конгрес ПАИГЦ (15. — 20. децембар 1991, Бисао) — усвојена политика демократизације и вишестраначја
- Шести конгрес ПАИГЦ (мај 1998, Бисао) — укинута функција генералног секретара Централног комитета, усвојена функција председавајућег ЦК ПАИГЦ
  - Трећи ванредни конгрес ПАИГЦ (2. — 6. септембар 1999, Бисао) — ПАИГЦ укинута функција председавајућег, усвојена функција председника и четири потпредседника ЦК ПАИГЦ
  - Четврти ванредни конгрес ПАИГЦ (30. јануар — 9. фебруар 2002, Бисао) — изабрано ново руководство партије
- Седми конгрес ПАИГЦ (26. јун 2008, Габу)

Између конгреса, партијом руководи генерални секретар Политбироа ЦК ПАИГЦ, а од 1999. године председник ПАИГЦ.

## Лидери ПАИГЦ-а
- Генерални секретар Политбироа Централног комитета ПАИГЦ
  - Амилкар Кабрал (септембар 1956 — јул 1973)
  - Аристидес Переира (јул 1973 — новембар 1980) 
(председник Републике Зеленортских острва 5. јула 1975. до 22. марта 1991)
  - Жоао Бернардо Вијеира (Новембар 1981)
- Председавајући ПАИГЦ-а
  - Жоао Бернардо Вијеира (мај 1998 — септембар 1999)
- Председник ПАИГЦ-а
  - Франсиско Бенанте (септембар 1999 — фебруар 2002)
  - Карлос Гомес Жуниор (фебруар 2002 —  фебруар 2014)
  - Домингос Переира

(фебруар 2014 —)